# Bataille de Fort Niagara
Guerre de Sept Ans
Batailles
- Minorque (navale) (1756)
- Pirna (1756)
- Lobositz (1756)
- Reichenberg (1757)
- Prague (1757)
- Kolin (1757)
- Hastenbeck (1757)
- Gross-Jägersdorf (1757)
- Moys (1757)
- Rochefort (1757)
- Rossbach (1757)
- Breslau (1757)
- Leuthen (1757)
- Carthagène (navale) (1758)
- Olomouc (1758)
- Saint-Malo (1758)
- Rheinberg (1758)
- Krefeld (1758)
- Domstadl (1758)
- Cherbourg (1758)
- Zorndorf (1758)
- Saint-Cast (1758)
- Tornow (1758)
- Lutzelberg (1758)
- Hochkirch (1758)
- Bergen (1759)
- Kay (1759)
- Minden (1759)
- Kunersdorf (1759)
- Neuwarp (navale) (1759)
- Hoyerswerda (1759)
- Baie de Quiberon (navale) (1759)
- Maxen (1759)
- Meissen (1759)
- Glatz (1760)
- Landshut (1760)
- Corbach (1760)
- Emsdorf (1760)
- Dresde (1760)
- Warburg (1760)
- Liegnitz (1760)
- Rhadern (1760)
- Berlin (1760)
- Kloster Kampen (1760)
- Torgau (1760)
- Belle-Île (1761)
- Langensalza (1761)
- Cassel (1761)
- Grünberg (1761)
- Villinghausen (1761)
- Ölper (1761)
- Kolberg (1761)
- Wilhelmsthal (1762)
- Burkersdorf (1762)
- Lutterberg (1762)
- Reichenbach (1762)
- Almeida (1762)
- Valencia de Alcántara (1762)
- Nauheim (1762)
- Vila Velha de Ródão (1762)
- Cassel (1762)
- Freiberg (1762)

- Jumonville Glen (1754)
- Fort Necessity (1754)
- Fort Beauséjour (1755)
- 8 juin 1755
- Monongahela (1755)
- Petitcoudiac (1755)
- Lac George (1755)
- Fort Bull (1756)
- Fort Oswego (1756)
- Kittanning (1756)
- En raquettes (1757)
- Pointe du Jour du Sabbat (1757)
- Fort William Henry (1757)
- German Flatts (1757)
- Lac Saint-Sacrement (1758)
- Louisbourg (1758)
- Le Cran (1758)
- Fort Carillon (1758)
- Fort Frontenac (1758)
- Fort Duquesne (1758)
- Fort Ligonier (1758)
- Québec (1759)
- Fort Niagara (1759)
- Beauport (1759)
- Plaines d'Abraham (1759)
- Sainte-Foy (1760)
- Neuville (1760)
- Ristigouche (navale) (1760)
- Mille-Îles (1760)
- Signal Hill (1762)

- Cap-Français (1757)
- Martinique (1759)
- Guadeloupe (1759)
- Dominique (1761)
- Martinique (1762)
- Cuba (1762)

- Chandernagor (1757)
- Plassey (1757)
- Gondelour (1758)
- Négapatam (navale) (1758)
- Condore (1758)
- Madras (1758)
- Pondichéry (navale) (1759)
- Masulipatam (1759)
- Chinsurah (1758)
- Wandiwash (1760)
- Pondichéry (1760-1761)
- Manille (1762)

- Saint-Louis (1758)
- Gorée (1758)
- Gambie

La bataille de Fort Niagara est la dernière bataille majeure entre Français et Anglais pour la possession de la vallée de l'Ohio, lors de la guerre de Sept Ans. La prise de ce fort devait permettre aux Britanniques d'attaquer la vallée du St.-Laurent par l'ouest (le général Wolfe venant de l'est, après la prise de la forteresse de Louisbourg).

## Contexte
Après la prise de Fort Duquesne, en 1758, l'armée britannique veut pousser son avantage et, le 6 juillet 1759, la petite armée du général John Prideaux arrive en vue de Fort Niagara.

## La bataille du fort Niagara
Sous la conduite de John Prideaux, les Britanniques, ayant échappé à la vigilance de la garnison du commandant Pierre Pouchot de Maupas, concentrèrent autour du fort, début juillet, une force armée composée d'environ 3 300 réguliers et de provinciaux. Johnson, commandant en second, était responsable d'un contingent de quelque 940 Amérindiens (Iroquois). La défense française, avec seulement 600 soldats du régiment de Béarn, est très énergique et après deux semaines de siège, le commandant John Prideaux est tué en perdant littéralement la tête, devant l'intensification de tir de mortiers lors d'essais de tir lors du siège. C'est un milicien irlandais de naissance, Johnson qui devint le nouveau commandant.
La France a bien envoyé des renforts, venu de l'Ohio, à la garnison assiégée, mais ils furent pris en embuscade lors de la bataille de La Belle-Famille, à environ trois kilomètres au sud du fort.
Cependant, la supériorité numérique anglaise finit par porter ses fruits et la reddition du fort, après dix-neuf jours de siège, est acquise par Sir William Johnson, successeur de Prideaux, le 26 juillet.

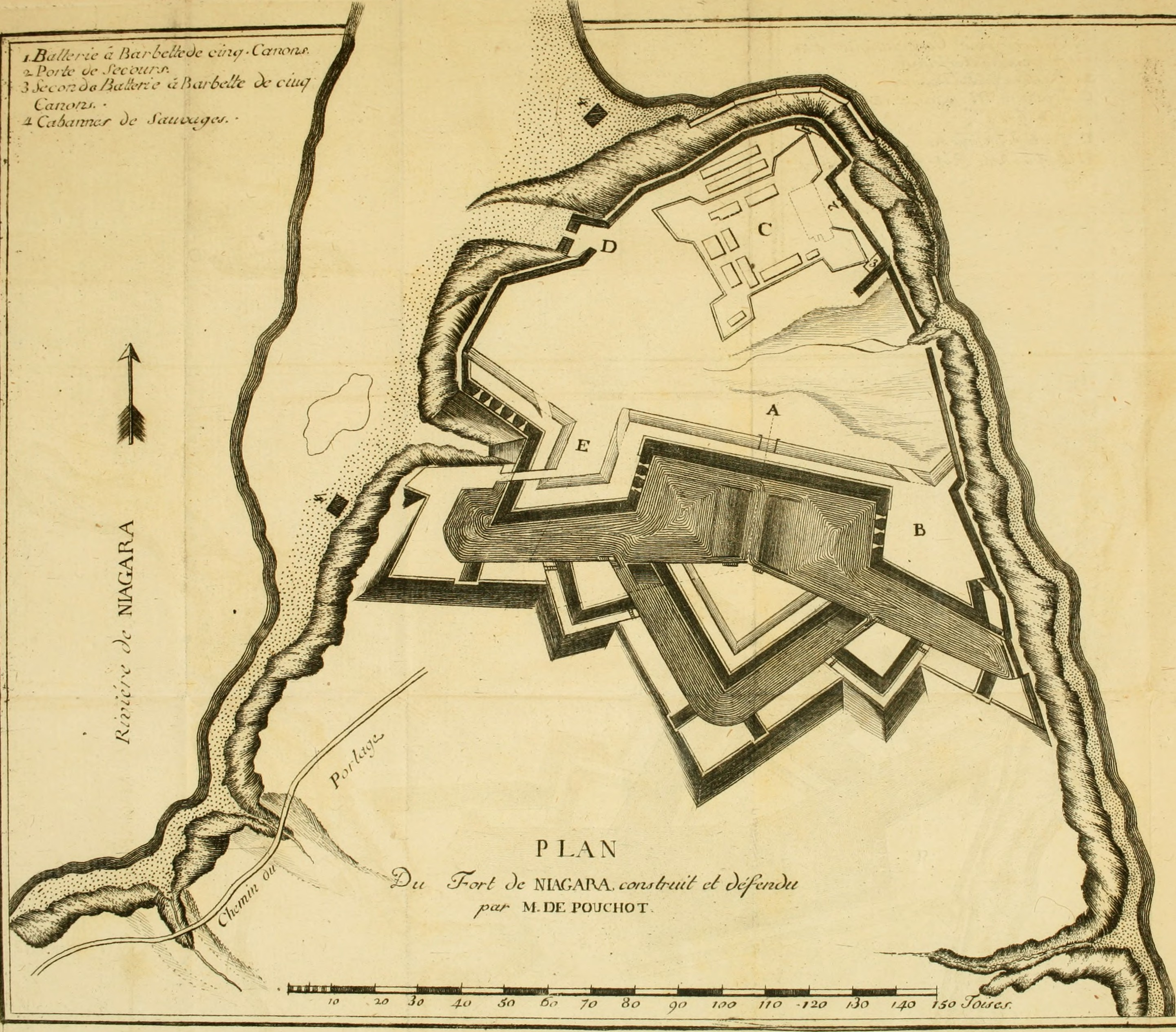
Plan du fort Niagara dessiné par le commandant Pierre Pouchot de Maupas.

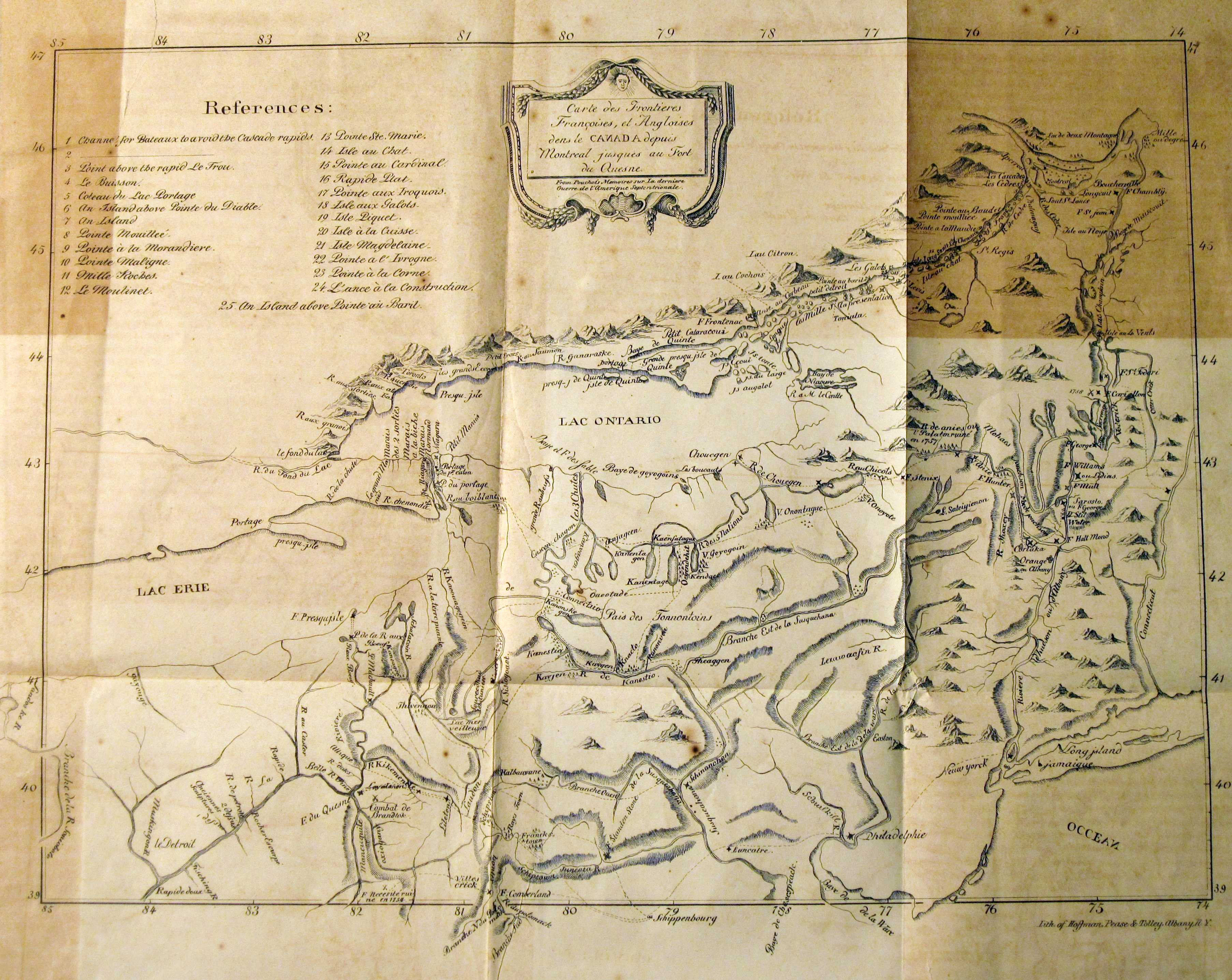
Carte de la frontière méridionale du Canada vers 1755/1759 par Pierre Pouchot de Maupas commandant du Fort Niagara.